# Индийская рупия (фильм)
«Индийская рупия» (малаял. ഇന്ത്യൻ റുപ്പി, англ. Indian Rupee) — индийский фильм режиссёра Ранджита, снятый на языке малаялам и вышедший в прокат 6 октября 2011 года. Главные роли исполнили Притхвирадж Сукумаран, Тилакан и Рима Каллингал.
Картина была отмечена премией за лучший фильм Национальной кинопремией и Кинопремией штата Керала.

## Сюжет
Джаяпракаш — мелкий торговец недвижимостью из Каликута, мечтающий когда-нибудь стать кем-то важным. Он бросил школу и влюблен в свою кузину Бину, которая работает врачом, о чем её родители не знают. Джаяпракаш ищет земельные сделки вместе со своим партнером Хамидом и работает под руководством старшего агента Райина, но хочет как можно скорее вырваться на свободу. Он верит, что его состояние может измениться, когда пожилой вдовец Ачута Менон приходит к нему, чтобы продать земельные активы его первого сына, однако сделка так и не состоялась. Ачута Менон остается с Джаяпракашем и становится частью его жизни. Вскоре после этого у Джаяпракаша фантастическим образом все налаживается и ему удается заработать приличное состояние после некоторых умных ходов и уловок, но к концу процесса он извлекает ценные уроки. В этом ему помогает человек, которого герой пытался обмануть, «Золотой» Паппан. Позже Джаяпракаш клянется зарабатывать деньги усердно работая каждый рабочий день, а не с помощью хитрых уловок. 

## В ролях
- Притхвирадж Сукумаран — Джаяпракаш (он же Джей Пи)
- Тилакан[англ.] — Ачута Менон
- Рима Каллингал[англ.] — доктор Бина
- Тини Том[англ.] — С. Хамид (он же Си Эйч)
- Джагатхи Шрикумар[англ.] — «Золотой» Паппан
- Мамуккоя — Райин Икка, начальник Джей Пи
- Лалу Алекс[англ.] — Сурендран, старший брат Бины
- Зинат[англ.] — Яшода, мать Джей Пи
- Биджу Паппан[англ.] — Джаббар
- Маллика[англ.] — Саджитха
- Иршад[англ.] — Ашаруф
- Саси Калинга[англ.] — Сэмюэль
- Ревати[англ.] — доктор Шила Коши, учитель Бины
- Суреш Кришна[англ.] — Чандрашекхар Менон
- Калпана — Мэри

## Производство
Услышав сценарий, Притхвирадж захотел сам продюсировать фильм вместе с Сантошем Сиваном и Шаджи Натесаном под их баннером August Cinema.
Опытный актёр Тилакан вернулся в коммерческое кино, чтобы сыграть важную роль второго плана. Роль героини досталась Риме Каллингал.
На одну из ключевых ролей был приглашен актёр Суреш Гопи, однако он так и не появился в фильме.
Основная часть сцен была снята в Кожикоде и его окрестностях. После этого Ранджит приступил к съемкам песни среди подсолнухов, календулы и другой зелени в Гундалпете.

## Саундтрек
Вся музыка написана дебютантом Шахабазом Аманом.
| №                   | Название                  | Текст песни         | Исполнители                    | Длительность |
| ------------------- | ------------------------- | ------------------- | ------------------------------ | ------------ |
| 1.                  | «Pokayayi»                | В. Р. Сантош        | Г. Венугопал, Аша Дж. Менон    | 3:36         |
| 2.                  | «Anthimanam»              | В. Р. Сантош        | М. Г. Шрикумар, Суджатха Мохан | 4:10         |
| 3.                  | «Ee Puzhayum»             | Мулланели           | Виджай Йесудас                 | 4:40         |
| 4.                  | «Ee Puzhayum» (unplugged) | Мулланели           | Виджай Йесудас                 | 4:24         |
| Общая длительность: | Общая длительность:       | Общая длительность: | Общая длительность:            | 16:50        |

Релиз саундтрека к фильму состоялся 23 августа 2011 года в зале Puliyarmala Krishna Gowdar, расположенном в Калпетте, округ Ваянад, штат Керала. Песня «Ee Puzhayum» стала последним сочинением поэта-песенника Мулланели, скончавшегося через несколько дней после выхода фильма.

## Критика
| Рейтинги         | Рейтинги                                                                                |
| Издание          | Оценка                                                                                  |
| ---------------- | --------------------------------------------------------------------------------------- |
| Deccan Chronicle | 3 из 5 звёзд · 3 из 5 звёзд · 3 из 5 звёзд · 3 из 5 звёзд · 3 из 5 звёзд                |
| Rediff.com       | 3 из 5 звёзд · 3 из 5 звёзд · 3 из 5 звёзд · 3 из 5 звёзд · 3 из 5 звёзд                |
| Nowrunning       | 3,75 из 5 звёзд · 3,75 из 5 звёзд · 3,75 из 5 звёзд · 3,75 из 5 звёзд · 3,75 из 5 звёзд |

Все рецензии особо отмечали выступление Тилакана в роли Ачуты Менона и прогресс и игре Притхвираджа.
В отзыве для Deccan Chronicle «Индийская рупия» названа фильмом без драмы, наполненным тонкостями жизненных реалий».
Пареш С. Палича с сайта Rediff отметил, что режиссёр «очень интересным образом рассказал историю современного общества Кералы».
Смита Намбияр на портале Filmibeat написала, что «Ранджиту удалось снять хороший фильм благодаря хорошо написанному сценарию и безупречному актёрскому исполнению» и его «можно смело назвать одним из лучших фильмов малаяламоязычной киноиндустрии, вышедших на экраны в этом году».
Рецензия на сайте Nowrunning описала «Индийскую рупию» как «фильм с ярким сценарием и построением… страстный и провокационный фильм, в котором на высшем уровне почти всё».

## Награды
- Национальная кинопремия за лучший фильм на малаялам[10]
- Кинопремия штата Керала[англ.] за лучший фильм[11]
- Filmfare Award за лучшую мужскую роль второго плана в фильме на малаялам — Тилакан[12]
- Filmfare Award за лучший мужской вокал в фильме на малаялам — Виджай Йесудас[12] («Ee Puzhayum»)
- Asianet Film Awards[англ.] за лучшую режиссуру — Ранджит Балакришнан[13]